# Charly Musonda (ur. 1969)
Charles „Charly” Musonda (ur. 22 sierpnia 1969 w Mufulirze) – zambijski piłkarz występujący na pozycji pomocnika.

## Kariera klubowa
Charly Musonda rozpoczynał karierę w klubie ze swojego rodzinnego miasta Mufulira Wanderers. W rozgrywkach ligowych zadebiutował już w wieku 16 lat. W marcu 1986 podpisał kontrakt z Cercle Brugge, w związku z czym od początku sezonu 1986/1987 występował już w Belgii. Po roku przeniósł się do Brukseli, gdzie związał się z tamtejszym Anderlechtem aż na dekadę. W tym czasie zagrał dla „Fiołków” w 109 meczach strzelając 6 goli. Czterokrotnie sięgał z kolegami po tytuł mistrzów kraju, trzy razy zdobył Puchar Belgii. Rozegranie większej ilości spotkań i osiągnięcie kolejnych sukcesów w znacznej mierze uniemożliwiły mu kontuzje, które notorycznie nękały go od 1991 roku. Po rozstaniu z drużyną ze Stade Constant Vanden Stock przeszedł do Energie Cottbus jednak nie zagrał tam w żadnym spotkaniu, toteż w wieku 29 lat z powodu trapiących go urazów zakończył profesjonalną karierę.

## Kariera reprezentacyjna
Musonda od samego początku swojej kariery był wyróżniającym się graczem ligi zambijskiej. W reprezentacji Zambii zadebiutował jeszcze w 1985 roku. W sumie dla drużyny narodowej wystąpił 48 razy i zdobył 4 bramki. Zagrał na Igrzyskach Olimpijskich w Seulu oraz w Pucharze Narodów Afryki 1986. Charly Musonda miał być na pokładzie samolotu, który 27 kwietnia 1993 rozbił się u wybrzeży Gabonu. Zginęli wówczas wszyscy znajdujący się na pokładzie członkowie załogi oraz pasażerowie, którymi byli piłkarze i sztab reprezentacji Zambii. Musonda przebywał tego feralnego dnia w Belgii lecząc kolejną kontuzję kolana.

## Życie prywatne
Charly Musonda jest ojcem Lamishy (ur. 1992), Tiki (ur. 1994) i Charlesa jr. (ur. 1996). Wszyscy trzej zostali piłkarzami.